# Ladislav Hecht
Ladislav Hecht (31. srpna 1909, Žilina – 29. května 2004, New York) byl československý tenista židovského původu. V meziválečném období byl nejlepším slovenským hráčem, v roce 1941 byl hodnocen v první desítce světových hráčů.

## Sportovní kariéra
S tenisem začal v jedenácti letech. Stal se mezinárodním mistrem ČSR ve čtyřhře 1935-36 spolu s R. Menzelem a roku 1937 s J. Caskou. V období 1931-1938 reprezentoval v davisovcupovém týmu Československa. S ním se probojoval v ročníku 1931 do finále, kde tým prohrál s Anglií. Hecht však zaznamenal vítězství nad výborným Bunnym Austinem. Celkově odehrál 37 zápasů, z toho 29 ve dvouhře (14 výher, 15 porážek) a 8 ve čtyřhře (4 výhry, 4 porážky).
V Evropě figuroval v roce 1934 na 8. místě, v roce 1938 na 9. místě. Vyhrál první makabiádu v Tel Avivu (1932). Roku 1937 se spolu s Roderichem Menzelem dostal do semifinále čtyřhry ve Wimbledonu. V roce 1938 odjel před okupací Československa do Spojených států, kde během druhé světové války pracoval v továrně na munici. Po válce si otevřel ve Státech továrnu na hračky a nádobí. 
Jeho nejsilnějším úderem byl bekhend, který patřil mezi nejlepší v Evropě. V roce 1966 byl v Bratislavě otevřen multifunkční stadion, který nesl jeho jméno.
Roku 2005 vstoupil in memoriam do Síně slávy židovského sportu a v roce 2007 i do Síně slávy slovenského tenisu.